# 陈素芝 (1937年)

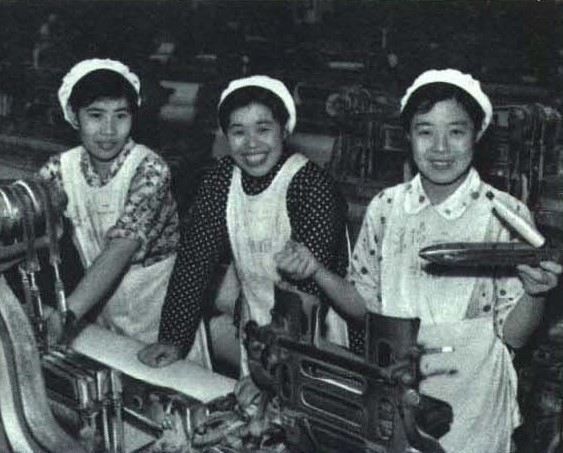
左起：陈素芝、于世卿、王凤霄

陈素芝（1937年—2011年），女，中华人民共和国工人，原北京第二棉纺织厂工人，全国劳动模范，第三届全国人大代表。